# Sender Freies Berlin
Радиостанция Свободный Берлин (Sender Freies Berlin, SFB) — некоммерческое государственное учреждение с правом самоуправления, существовавшее в 1953—2003 годах.

## История
Британские оккупационные власти первоначально создали в Западном Берлине филиал своей немецкоязычной радиовещательной организации Nordwestdeutscher Rundfunk (до сентября 1945 года Радио Гамбург). В дополнение к программе, выпускавшейся в основном в Гамбурге, была запущена еще одна региональная программа, предназначенная для Берлина. Берлинская студия NWDR была открыта на Хайдельбергер плац 3, потому что радиовещательная станция на Мазуреналлее использовалась Берлинским радио. Дом Фокс, в котором в 1920-е годы готовили радиопередачи, хотя и находился в британском секторе, серьезно пострадал от войны.
В 1948 году NWDR была передана Германии и стала учреждением публичного права федеральных земель Гамбург, Нижняя Саксония, Шлезвиг-Гольштейн, Северный Рейн-Вестфалия, а также Западного Берлина. При этом радиостанция RIAS в Берлине осталась в руках американцев.
Начиная с 1950 года в дополнение к своей предыдущей программе на УКВ, NWDR транслировала еще две региональные радиопрограммы, которые после того как она была разделена на две радиовещательные организации – NDR 2 в Гамбурге, и WDR 2 в Кельне. В том же году NWDR стала одной из основательниц ARD. В 1952 году NWDR в значительной степени отвечала за перезапуск телевидения в Германии.
После народного восстания в ГДР 17 июня 1953 года и обвинений РИАС, находящейся под контролем США, в слишком сдержанном поведении, в западной части Берлина стали раздаваться призывы к созданию собственной независимой телерадиовещательной организации.
12 ноября 1953 года в силу вступил Закон о создании телерадиовещательной организации Sender Freies Berlin, на основании которого 1 июня 1954 года была основана самостоятельная телерадиовещательная организация Западного Берлина. Это означало, что Западный Берлин покинул зону вещания NWDR, а последняя передала здание радиовещания на Хайдельбергер плац в Берлине-Вильмерсдорфе новой берлинской телерадиовещательной организации. С началом вещания 1 июня 1954 года SFB транслировала две радиопрограммы – SFB 1 и SFB 2. В сентябре 1954 года новое учреждение присоединилось к ARD. В том же году в Германии стартовала совместная телевизионная программа ARD, а с 1958 года SFB транслировала самостоятельную региональную программу для Берлина.
После того как Берлинское радио переехало в недавно построенный радиовещательный центр на Налепаштрассе в Восточном Берлине, SFB расположилась в радиовещательном центре на Мазуреналлее. В здании на Хайдельбергер плац сейчас находится издательство Springer.
Чтобы обеспечить телезрителей в ГДР, особенно вахтовых рабочих, информацией и развлечениями, 4 сентября 1961 года  ARD под руководством SFB запустила утреннюю программу, которая транслировалась через передатчик SFB и передатчики вдоль границы между ФРГ и ГДР. 3 января 1966 года к утренней программе присоединилось ZDF, при этом время трансляции было продлено на полчаса с 10:00 до 13:30. Со 2 января 1981 года утренняя программа транслировалась также по всей Германии, при этом руководство ею по-прежнему оставалось за SFB.
1 октября 1962 года SFB совместно с NDR запустила радиопрограмму, первоначально известную как Третья программа – с классической музыкой и текстовыми передачами. С 1 июня 1973 года эта программа впервые транслировала программы для гастарбайтеров. С 1 апреля 1979 года это была классическая и культурная радиоволна SFB 3, которая некоторое время работала при сотрудничестве с WDR 3.
4 января 1965 года стартовала третья телевизионная программа Norddeutsches Fernsehen, позже Nord 3 или N3, в которой наряду с SFB также участвовало Радио Бремена. Вскоре программа была расширена до полноценной, и ее можно принимать через спутник почти во всей Европе. Сюда входил, например, известный политический тележурнал «Контрасты», который впервые вышел в эфир SFB 18 января 1968 года состоял из репортажей, в первую очередь посвященных событиям в странах Восточного блока. В 1970 году построен новый телецентр SFB.
С 1977 года SFB руководила разработкой и внедрением телетекста для ARD и ZDF. На радиовыставках в 1977 и 1979 годах ARD и ZDF под руководством SFB сформировали совместные редакционные группы для трансляции телетекста. В 1980 году телетекст стал стандартной услугой. До 2000 года SFB был штаб-квартирой телетекста ARD/ZDF. Затем ARD и ZDF разделились и с тех пор транслируют свои собственные предложения. Для SFB телетекст стал самым важным нововведением в его истории. Это был единственный раз, когда совместная редакция ARD и ZDF базировалась в SFB (с 1980 по 2000 год). Важнейшим новшеством на радио стало введение стереофонии. С этой целью 18 ноября 1963 года с понедельника по пятницу с 17:00 до 18:00 начались пробные передачи с развлекательной и танцевальной музыкой.

## Телевещательная деятельность учреждения
Организация вела:
- с 1 июня 1954 года до 1 мая 2003 года — вещание по немецкой 1-й телепрограмме («Дас Эрсте» (Das Erste)) (совместно с вещательными организациями других земель);
- в 1981—2003 гг. — совместные дополуденные передачи по 1-й и 2-й программам
- с 1 июня 1961 по 31 марта 1963 года — вещание по немецкой 2-й телепрограмме[11] (совместно с вещательными организациями других земель);
- в 1997—2003 гг. — вещание по немецкой информационной телепрограмме  «Айнс Экстра», немецкой молодёжной телепрограмме «Айнс Фестиваль» и немецкой просветительской телепрограмме «Айнс Плюс» (совместно с вещательными организациями других земель);
- в 1980-2000 гг. — совместный телетекст 1-й и 2-й телепрограмм (совместно с вещательными организациями других земель);
- в 2000-2003 гг. — телетекст 1-й телепрограммы (совместно с вещательными организациями других земель);
- до 1993 года — берлинско-бременско-северо-германские местные передачи по 1-й телепрограмме (совместно с Северно-Германским радио и Радио Бремена);
- с 4 января 1965 года до 1992 года — вещание по берлинско-бременско-северо-германской 3-й телепрограмме (телепрограмме «Норд 3» (Nord 3)) (совместно с Северно-Германским радио и Радио Бремена);
- в 1992—2003 гг. — вещание по берлинской 3-й телепрограмме (программе «Б1»);
- в 1997—2003 гг. — вещание по немецкой детской телепрограмме «Киндерканаль» и немецкой парламентской телепрограмме «Феникс» (совместно с вещательными организациями других земель);
- в 1992—2003 годах — вещание по международной телепрограмме[12] «3 Зат» (совместно с вещательными организациями других земель, Вторым германским телевидением, Австрийским радио и Швейцарским обществом радиовещания и телевидения);
- в 1992—2003 гг. — вещание по международной телепрограмме «Арте» (совместно с вещательными организациями других земель, Вторым германским телевидением, акционерным обществом «Арте Франс» и группой экономическим интересов «Арте»).

## Радиовещательная деятельность учреждения
Организация вела:
- с 1 июня 1954 года до 1 мая 2003 года вещание по берлинской 1-й (информационной, общественно-политической и художественной) радиопрограмме («Radio Berlin 88,8», ранее называвшаяся «СФБ 1»), звучавшей на средних и ультракоротких волнах;
- до 26 августа 1997 вещание по берлинской 2-й (информационной и художественной) радиопрограмме («Радио Б Цвай» (Radio B Zwei), до 22 февраля 1993 года называвшаяся «СФБ 2»);
- с 1 апреля 1979 года до 8 октября 1997 года вещание по берлинской 3-й (информационно-музыкальной) радиопрограмме (радиопрограмме «СФБ 3» (SFB 3)), звучавшей на ультракоротких волнах;
- с 30 апреля 1990 до 2003 года вещание по берлинской молодёжной радиопрограмме (радиопрограмме «Радио 4У» (Radio 4U), до 31 декабря 1992 года - «СФБ 4» (SFB 4))[13];
- с 18 сентября 1994 года по берлинской иммигрантской радиопрограмме (радиопрограмме «Радио Мультикульти» (Radio Multikulti)), звучавшей на ультракоротких волнах;
- C 1 января 1992 до 31 декабря 1993 года вещание по радиопрограммам «РИАС 1» и «Дойчландзендер Культур» звучавшим на общих частотах;
- с 26 августа 1997 до 2003 года — вещание по берлинско-бранденбургской 2-й (информационно-музыкальной) радиопрограмме (радиопрограмме «Радио Айнс»), звучавшей на ультракоротких волнах (совместно с Восточно-Германским радио Бранденбург);
- с 3 октября 1997 до 2003 года — берлинские местные передачи по берлинско-бранденбургско-северо-германской 3-й радиопрограмме (радиопрограмме «Радио Культур» (Radio Kultur)) (совместно с Восточно-Германским радио Бранденбург);
- с 1 марта 1993 года до 2003 года — вещание по берлинско-бранденбургской молодёжной радиопрограмме (радиопрограмме «Фриц») (совместно с Восточно-Германским радио Бранденбург), звучавшую на ультракоротких волнах;
- с 28 августа 1995 до 2003 года — вещание по берлинско-бранденбургской информационной радиопрограмме (радиопрограмме «Инфорадио» (Inforadio)) (совместно с Восточно-Германским радио Бранденбург), звучавшей на ультракоротких волнах;
- с 8 октября 1997 до 1 января 2003 года — вещание по берлинско-бранденбургско-северо-германской 3-й радиопрограмме  (радиопрограмме «Радио 3» (Radio 3)) (совместно с Восточно-Германским радио Бранденбурга и Северо-Германским радио);

## Учредители
Учредителем организации является земля Берлин.

## Руководство
Руководство учреждением осуществляли:
- Совет Радиостанции Свободный Берлин (SFB-Rundfunkrat), часть членов которого избирались Палатой депутатов Берлина, часть — Сенатом Берлина, остальные — массовыми организациями;
- Правление (Verwaltungsrat), назначавшееся Советом Радиостанции Свободный Берлин;
- Директор (Intendant), назначавшийся Советом Радиостанции Свободный Берлин.

## Членство
Учреждение являлось:
- в 1953—2003 годах членом Рабочего сообщества государственных вещательных организаций ФРГ;
- в 1953—2003 годах членом Европейского союза радиовещания.

## Активы
В 1955—2003 голдах учреждению принадлежало общество с ограниченной ответственностью «СФБ Вербунг» (SFB Werbung GmbH), осуществлявшее продажу рекламного времени в телепередачах, ранее называлось «Берлинер Вербефунк» (Berliner Werbefunk GmbH).